# ジョージ (ケント公)
ケント公爵ジョージ王子（英語: Prince George, Duke of Kent、洗礼名: ジョージ・エドワード・アレグザンダー・エドマンド; George Edward Alexander Edmund、1902年12月20日 – 1942年8月25日）は、イギリス王室成員、軍人、ケント公爵、セント・アンドルーズ伯爵、ダウンパトリック男爵。

## 生涯
当時プリンス・オブ・ウェールズだったジョージ王子（後のジョージ5世）とメアリー妃の四男として、ノーフォークのサンドリンガムで誕生。
1903年1月26日に、ウィンザー城のプライベートチャペルで、オックスフォード司教であるフランシス・パゲットによって洗礼を施され、エドワード7世、アレクサンドラ王妃、デンマーク王子ヴァルデマー、ルイス・アレグザンダー・マウントバッテン、マリア・フョードロヴナ、へレナ王女が代父母となった。
三兄グロスター公ヘンリーと共に家庭教師から学び、先に長兄エドワード（後のエドワード8世）と次兄アルバート（後のジョージ6世）も海軍に入っていたのにならい、13歳から海軍兵学校に入り、海軍士官となった。戦艦「アイアン・デューク」や戦艦「ネルソン」で勤務したが、1929年に体調不良が原因で現役を退いた。その後は外務省や内務省で働き、初めて文官として公務を経験した王族となった。軍人としてはその後空軍に籍を移し、在籍中にはカナダまでの飛行に成功、初めて大西洋を横断したイギリス王族となった。1940年には、空軍准将に昇進した。
1932年には、父王が務めていたリンカーン法曹院の評議員に任じられた。
1936年に、長兄のエドワード8世がウォリス・シンプソンとの結婚のために退位した際は、明るく社交的な性格で、エドワードに似た華やかな雰囲気を纏っていた事に加え、エドワードの弟としては唯一男児をもうけていたことから、内気な性格である次男アルバートや三男ヘンリーではなく、四男のジョージを次の国王として即位させるべき、との提案をする廷臣もいた。
独身の頃は長兄のエドワード8世同様、華やかな噂が絶えなかった。キャバレー歌手フローレンス・ミルズ、女優ジェシー・マシューズ、銀行家の令嬢ポピー・バリング、作家セシル・ロバーツらと浮き名を流し、俳優で劇作家サー・ノエル・カワードや保守党下院議員のヘンリー・シャノンとも交流があった。結婚後も、後にアーガイル公爵夫人となるマーガレット・キャンベルと不倫関係を結んでいたと伝えられている。また、麻薬中毒の噂も立ち、親密な関係にあった男娼から、その件に関して度々恐喝されていた、とも伝えられている。駐英アルゼンチン大使の息子と共に、一時はジョージと三人婚の関係にあり、彼の子供も生んだとされている、アメリカ社交界の花形キキ・プレストンは、後にニューヨークのホテルで投身自殺を遂げた。
1928年4月12日に「海軍ロッジNo2612」でフリーメイソンに加入した。1939年には、イングランド・連合グランドロッジのグランドマスターとなり、死去までその地位にあった。1939年7月19日には、同じくフリーメイソンリーである兄ジョージ6世とともに世界からメイソン1万4000人を集めての集会「イギリス・グランドロッジ連合」の開催を実現した。
第二次世界大戦が始まると空軍に復帰したが、1942年8月25日、アメリカ軍が駐留するアイスランドへ向かう途中、自ら操縦する飛行艇「ショート サンダーランド」が、スコットランド北部のケイスネスで墜落、薨去。この時の任務の内容や死因については、未だに謎が多い。

## エポニム
現在は、カナダのブリティッシュコロンビア州・フレイザー・フォートジョージ地域の行政府であるプリンス・ジョージ市にその名を残している。

## 結婚と子女
1934年11月29日、又従妹にあたるギリシャ王女マリナ（ゲオルギオス1世の孫、エディンバラ公フィリップの従姉）とウェストミンスター寺院で結婚。妻との間に2男1女をもうけた。
- エドワード（1935年 - ） - 現ケント公
- アレクサンドラ（1936年 - ）
- マイケル（1942年 - ）

## 系図
- 赤枠の人物は、存命中。
- 黒枠の人物は、故人。
- 太枠の人物は、イギリス君主の子女。

## 称号

ケント公ジョージの紋章

- 1902年12月20日 – 1910年5月6日
ジョージ・オブ・ウェールズ王子殿下（His Royal Highness Prince George of Wales）
- 1910年5月6日 – 1934年10月12日
ジョージ王子殿下（His Royal Highness The Prince George）
- 1934年10月12日 – 1942年8月25日
ケント公爵殿下（His Royal Highness The Duke of Kent）